# Miss Grand Thailandia

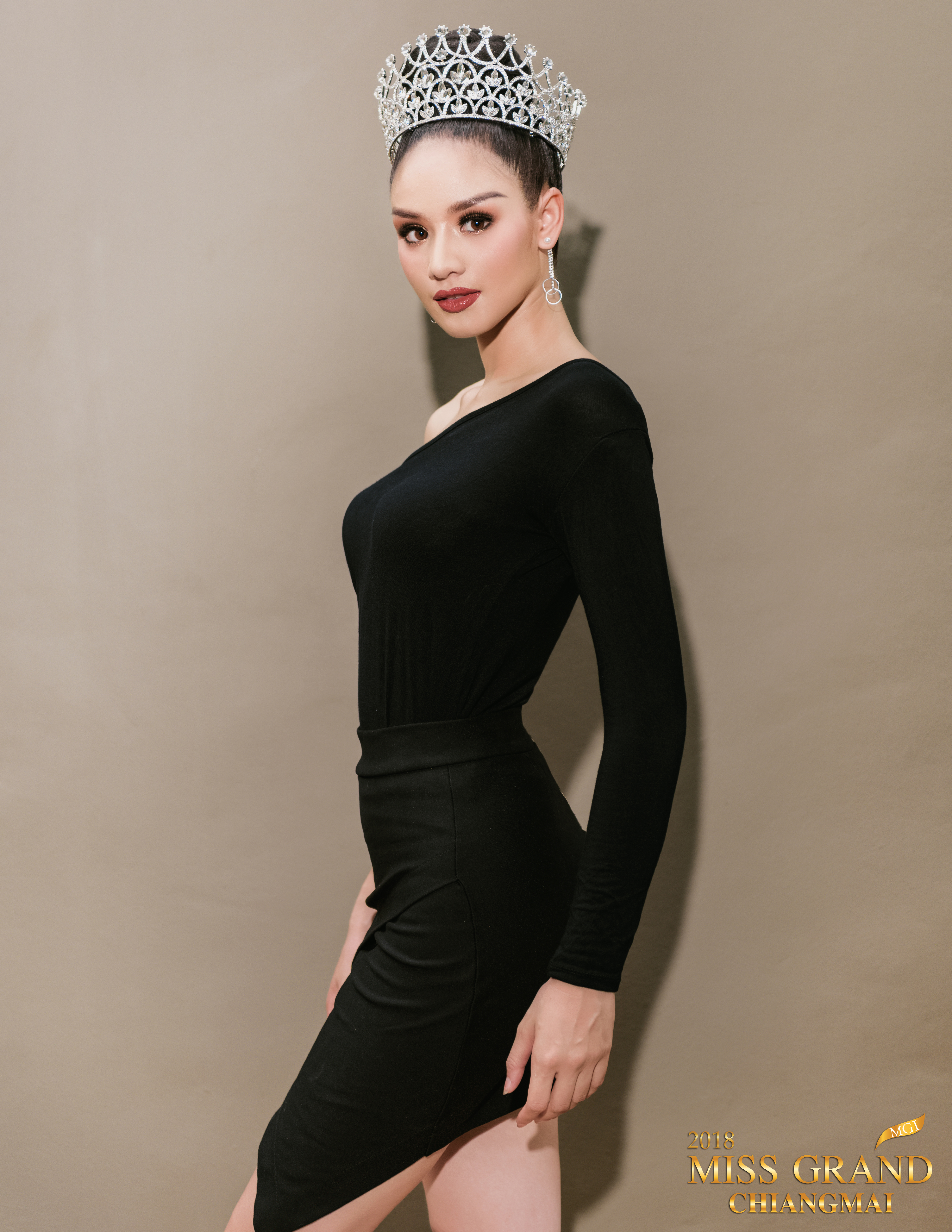
Ornchada Chaiyasarn — Miss Grand Chiang Mai 2018, il concorrente di Miss Grand Thailandia 2018.

Miss Grand Thailandia (มิสแกรนด์ไทยแลนด์, Miss Grand Thailand) è un concorso di bellezza femminile che si tiene annualmente in Thailandia per scegliere le rappresentanti locali per i concorsi di bellezza internazionali. Dal 2013 il concorso è organizzato dalla Organizzazione Miss Grand Thailand. La vincitrice del concorso rappresenta l'Thailandia a Miss Grand International.
Oltre al titolo di Miss Grand Thailandia, durante il concorso vengono assegnati diversi titoli secondari, variabili negli anni e a seconda degli sponsor delle edizioni, tra cui: Migliore in costume da bagno, Migliore in abito da sera, Miglior costume nazionale, Miss bella faccia, Miss Congenialità, Cara della provincia ospitante, e alcuni concorrenti sono stati premiati e devono lavorare come ambasciatori del marchio di ogni sponsor. L'evento finale e il concorso in costume nazionale sono stati trasmessi su un canale televisivo tailandese, Ch7.
Miss Grand Thailandia in carica è la vincitrice del 2019 «Coco Arayha Suparurk». La ragazza mista thailandese-italiana ha vinto il concorso una volta nel 2017 da Pam Premika Pamela Pasinetti.

## Albo d'oro
| Anno | Vincitrice                   | Provincia           | Sede                                                       | Nº | Risultato di concorsi internazionali                                                        |
| ---- | ---------------------------- | ------------------- | ---------------------------------------------------------- | -- | ------------------------------------------------------------------------------------------- |
| 2020 | Patcharaporn Chantarapadit   | Ranong              | Centro commerciale ed espositivo internazionale di Bangkok | 77 | - Top 10 — Miss Grand International 2020                                                    |
| 2019 | Arayha Suparurk              | Nakhon Phanom       | Centro commerciale ed espositivo internazionale di Bangkok | 77 | - Secondo finalista — Miss Grand International 2019                                         |
| 2018 | Namoey Chanaphan             | Phuket              | Centro commerciale ed espositivo internazionale di Bangkok | 77 | - Top 20 — Miss Grand International 2018                                                    |
| 2017 | Pam Premika Pamela Pasinetti | Krabi               | Centro commerciale ed espositivo internazionale di Bangkok | 77 | - Top 10 — Miss Grand International 2017                                                    |
| 2016 | Supaporn Malisorn            | Songkhla            | Palazzetto dello sport Huamark                             | 77 | - Secondo finalista — Miss Grand International 2016                                         |
| 2015 | Rattikorn Kunsom             | Songkhla            | Palazzetto dello sport Huamark                             | 50 | - Quarto finalista — Miss Grand International 2015                                          |
| 2014 | Parapadsorn Disdamrong       | Nakhon Ratchasima   | Centro convegni di Bangkok, Centara Grand Hotel            | 50 | - Top 10 — Miss Grand International 2014 - Primo finalista — Miss Supranational 2014        |
| 2013 | Yada Theppanom               | Prachuap Khiri Khan | Centro convegni di Bangkok, Centara Grand Hotel            | 37 | - Top 20 — Miss Grand International 2013 - Vincitrice — Miss Southeast Asia Ambassador 2015 |

## Province vincitrici
| Titoli | Province            | Anni       |
| ------ | ------------------- | ---------- |
| 2      | Songkhla            | 2015, 2016 |
| 1      | Nakhon Phanom       | 2019       |
| 1      | Phuket              | 2018       |
| 1      | Krabi               | 2017       |
| 1      | Nakhon Ratchasima   | 2014       |
| 1      | Prachuap Khiri Khan | 2013       |

## Finaliste
Chiave di colore;
- -      Vinto concorso internazionale
  -      Termina come «Finalista» in un concorso internazionale.
  -      Termina come «Semifinalista» in un concorso internazionale.
  -      Termina come «Quarto finalista in un concorso internazionale.

| Anni    | Seconda classificata                                                        | Terza classificata | Quarta classificata                                                                                                  | Quinta classificata | Appointed                                                                                       | Appointed                                                                                                   |
| ------- | --------------------------------------------------------------------------- | --- | --- | --- | ----------------------------------------------------------------------------------------------- | --- |
| 2020-21 | Pathum Thani – Indy JohnsonNon classificata — Miss Grand International 2021 | Nakhon Si Thammarat – Patchaploy RueandaluangPrimo finalista — Miss Tourism International 2020 (Miss Tourism Queen of the Year International)  | Chiang Rai – Juthamas MeksereeTop 10 — Miss Eco International 2020Non classificata — Miss Tourism International 2021 | Mukdahan – Nutnicha SrithongsukTop 10 — Miss Chinese World 2021Top 20 — Miss Intercontinental 2021                                         |                                                                                                 | |
| 2019    | Nan – Peerachada KhunrakVincitrice — Face of Beauty International 2019      | Chiang Mai – Naruemon KampanTerzo finalista — Miss Intercontinental 2019                                                                       | Trat – Maneerat DaengprasertTerzo finalista — Miss Continenti Uniti 2019                                             | Phang Nga – Chompoonuch PuengponQuinto finalista — Miss Tourism International 2019 (Miss South East Asia Tourism Ambassadress)             | Ubon Ratchathani – Sirirat NaubonNon classificata — The Miss Globe 2019                         | Ranong – Nutthida PuengnumNon classificata — Miss Tourism Metropolitan International 2019                   |
| 2018    | Nakhon Pathom — Jiratchaya SukintaNon classificata — The Miss Globe 2018    | Sakon Nakhon — Ingchanok PrasartTop 20 — Miss Intercontinental 2018                                                                            | Buri Ram — Nantapak KraihaQuinto finalista — Miss Continenti Uniti 2018                                              | Sa Kaeo — Methawee TheerateekulNon classificata — Miss Tourism International 2018                                                          | Nan – Chinthita WilailakNon classificata — Miss Landscapes International 2019                   | |
| 2017    | Kamphaeng Phet — Chatnalin ChotjirawarachatEssere ritirato                  | Prachuap Khiri Khan — Sarucha NilchanNon classificata — Miss Intercontinental 2017                                                             | Chanthaburi — Thaweeporn PrinkchumrudTerzo finalista — Miss Continenti Uniti 2017                                    | Sisaket — Kamolrat ThanontQuinto finalista — Miss Tourism International 2017 (Miss South East Asia Tourism Ambassadress)                   | Sa Kaeo — Nararin PimpisarnNon classificata — Miss Tourism Queen of the Year International 2017 | |
| 2016    | Ratchaburi — Chatchadaporn KimakornTop 15 — The Miss Globe 2017             | Sing Buri — Atitaya KhunnalapatTop 15 — Miss Intercontinental 2016                                                                             | Chonburi — Pinicha KitkasempongsaTop 10 — The Miss Globe 2016                                                        | Phetchaburi — Anchana ArchklomSecondo finalta — Top Model of the World 2016                                                                | Phuket — Amanda ObdamVincitrice — Miss Tourism Metropolitan International 2016                  | Mae Hong Son — Kancharat TantirittipornNon classificata — Miss Tourism Queen of the Year International 2016 |
| 2016    | Non classificata — Miss Supranational 2016                                  | Sing Buri — Atitaya KhunnalapatTop 15 — Miss Intercontinental 2016                                                                             | Non classificata — Miss Tourism International 2016                                                                   | Phetchaburi — Anchana ArchklomSecondo finalta — Top Model of the World 2016                                                                | Ubon Ratchathani – Chanita JuntanetrTop 20 — Miss Eco International 2017                        | Phayao — Prapaporn MatipTop 5 — Miss Chinese World 2017                                                     |
| 2015    | Roi Et — Tharathip SukdharunpatrNon classificata — Miss Supranational 2015  | Nakhon Pathom — Boonyanee SungpiromTop 17 — Miss Intercontinental 2015 Top 10 — Miss Continenti Uniti 2015Top 10 — Top Model of the World 2017 | Chonburi — Chonthicha ImjunyaNon classificata — Miss Tourism of the Year International 2015                          | Chonburi — Sakonwan Saetiao— | Khon Kaen — Kobkul BunreaungNon classificata — Miss Southeast Asia Ambassador 2015              | |
| 2014    | Songkhla — Sasi SintaweeTop 16 - Miss Terra 2014                            | Bangkok — Ananya MongkhonthaiDimettersi | Bangkok — Phataraporn WangVincitrice — Miss Intercontinental 2014                                                    | Nakhon Sawan — Warangkanang WutthayangkornPrimo finalista — Miss Tourism International 2014 (Miss Tourism Queen of the Year International) | Narathiwat — Nuralaila BinmamahNon classificata — Miss Continenti Uniti 2014                    | |
| 2013    | Bangkok — Kanikar Phusri—                                                   | Nakhon Si Thammarat — Thanyaporn SrisenTop 20 — Miss Supranational 2013                                                                        | Phitsanulok — Keeratika SawangjaengTop 15 — Miss Intercontinental 2013                                               | Phuket — Sopapan ViroonmasNo Pageant Held — Miss Globe International 2013                                                                  |                                                                                                 | |